# Премия «Гойя» за лучшую мужскую роль
Премия «Гойя» за лучшую мужскую роль (исп. Premio Goya a la mejor interpretación masculina protagonista). Чаще других премии был удостоен Хавьер Бардем — 4 раза.

## Обладатели премии
- 1987 — Фернандо Фернан Гомес (за роль в фильме «Мальбрук в поход собрался»)
- 1988 — Альфредо Ланда (за роль в фильме «Живой лес»)
- 1989 — Фернандо Рей (за роль в фильме «Зимний дневник»)
- 1990 — Хорхе Санс (за роль в фильме «Если они скажут, что ты чувствуешь»)
- 1991 — Андрес Пахарес (за роль в фильме «Ай, Кармела!»)
- 1992 — Фернандо Гильен (за роль в фильме «Дон Жаун в аду»)
- 1993 — Альфредо Ланда (за роль в фильме «Свинья»)
- 1994 — Хуан Эчанове (за роль в фильме «Матьхильда»)
- 1995 — Кармело Гомес (за роль в фильме «Считанные дни»)
- 1996 — Хавьер Бардем (за роль в фильме «Лицом к лицу»)
- 1997 — Сантьяго Рамос (за роль в фильме «Как молния»)
- 1998 — Антонио Ресинес (за роль в фильме «Счастливая звезда»)
- 1999 — Фернандо Фернан Гомес (за роль в фильме «Дедушка»)
- 2000 — Франсиско Рабаль (за роль в фильме «Гойя в Бордо»)
- 2001 — Хуан Луис Гальярдо (за роль в фильме «Сердечное прощание»)
- 2002 — Эдуард Фернандес (за роль в фильме «Фауст 5.0»)
- 2003 — Хавьер Бардем (за роль в фильме «Понедельники на солнце»)
- 2004 — Луис Тосар (за роль в фильме «Отдам тебе свои глаза»)
- 2005 — Хавьер Бардем (за роль в фильме «Море внутри»)
- 2006 — Оскар Хаэнада (за роль в фильме «Камарон» / Camarón)
- 2007 — Хуан Диего (за роль в фильме «Уходи от меня» / Vete de mí)
- 2008 — Альберто Сан Хуан (за роль в фильме «Под звёздами» / Bajo las estrellas)
- 2009 — Бенисио дель Торо (за роль в фильме «Че: Аргентинец» / Che: El argentino)
- 2010 — Луис Тосар (за роль в фильме «Камера 211. Зона» / Celda 211)
- 2011 — Хавьер Бардем (за роль в фильме «Бьютифул» / Biutiful)
- 2012 — Хосе Коронадо (за роль в фильме «Нет мира для нечестивых» / No habrá paz para los malvados)
- 2013 — Даниэль Хименес Качо (за роль в фильме «Белоснежка» / Blancanieves)
- 2014 — Хавьер Камара (за роль в фильме «Легко живётся с закрытыми глазами» / Vivir es fácil con los ojos cerrados)
- 2015 — Хавьер Гутьеррес (за роль в фильме «Миниатюрный остров» / La isla mínima)
- 2016 — Рикардо Дарин (за роль в фильме «Трумэн» / Truman)
- 2017 — Роберто Аламо (за роль в фильме «Прости нас, господи» / Que Dios nos perdone)
- 2018 — Хавьер Гутьеррес (за роль в фильме «Автор» / El autor)
- 2019 — Антонио де ла Торре (за роль в фильме «Королевство» / El reino)
- 2020 — Антонио Бандерас (за роль в фильме «Боль и слава» / Dolor y gloria)
- 2021 — Марио Касас (за роль в фильме «Преступить черту» / No matarás)
- 2022 — Хавьер Бардем (за роль в фильме «Самый лучший босс» / El buen patrón)